# Margarethenkapelle (Holtensen)

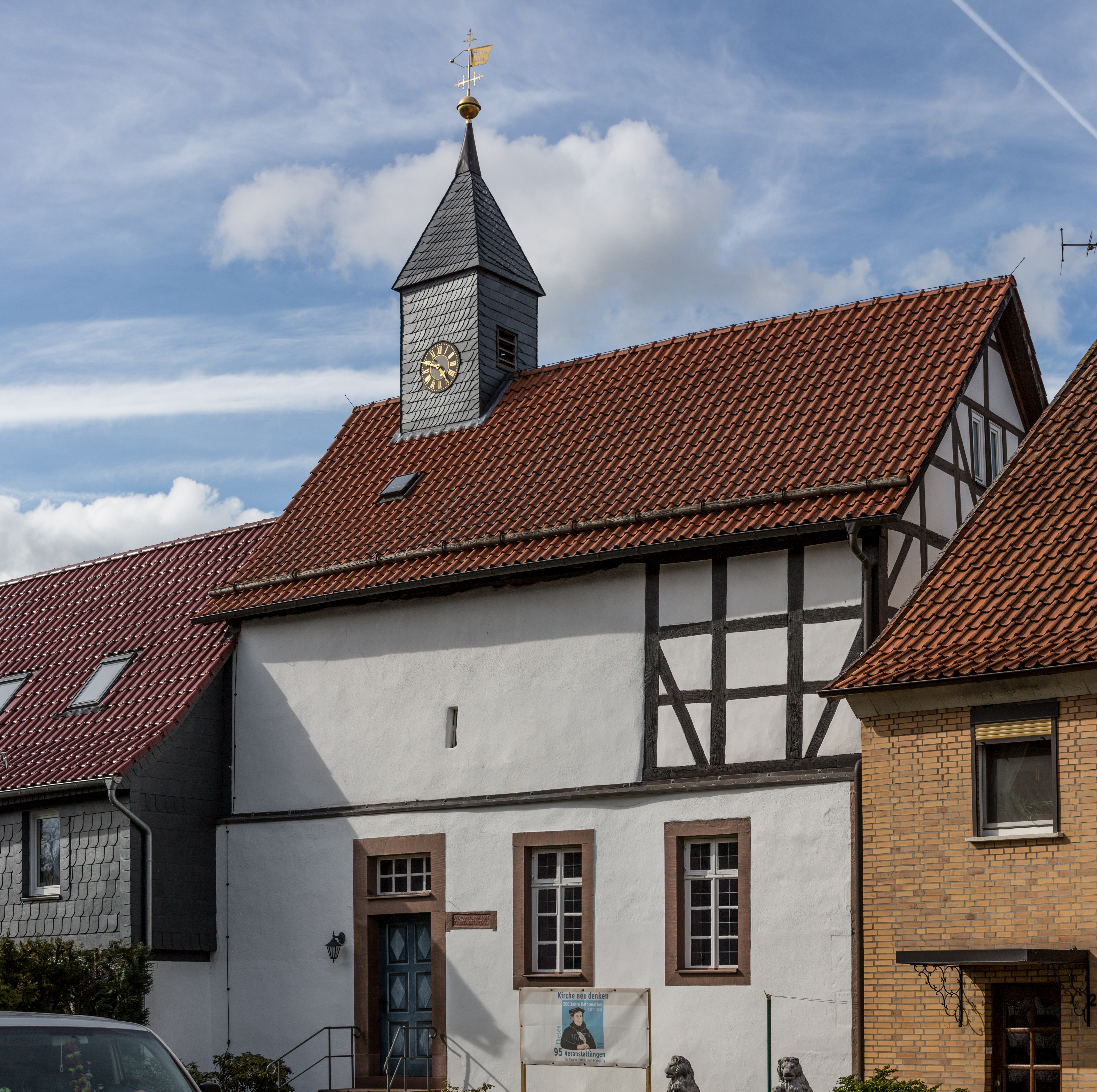
Margarethenkapelle

Die evangelisch-lutherische Margarethenkapelle steht in Holtensen, einem Ortsteil der selbständigen Gemeinde Einbeck im Landkreis Northeim in Niedersachsen. Die Margarethenkapelle gehört zur Kirchengemeinde Einbeck im Kirchenkreis Leine-Solling im Sprengel Hildesheim-Göttingen der Evangelisch-lutherischen Landeskirche Hannover.

## Beschreibung
Die ältesten Teile der zweigeschossigen, mittelalterlichen Kapelle stammen aus dem frühen 14. Jahrhundert. Sie war früher eine Wehrkirche. Das Erdgeschoss besteht aus verputzten Bruchsteinen, ist im Innern mit einer Flachdecke überspannt und wird für Gottesdienste und Veranstaltungen genutzt. Das Obergeschoss ist teilweise aus Holzfachwerk und wurde früher als Speicher verwendet. Aus dem Satteldach erhebt sich ein quadratischer, schiefergedeckter Dachreiter, der mit einem Pyramidendach bedeckt ist.